# Denis Wladimirowitsch Pankratow

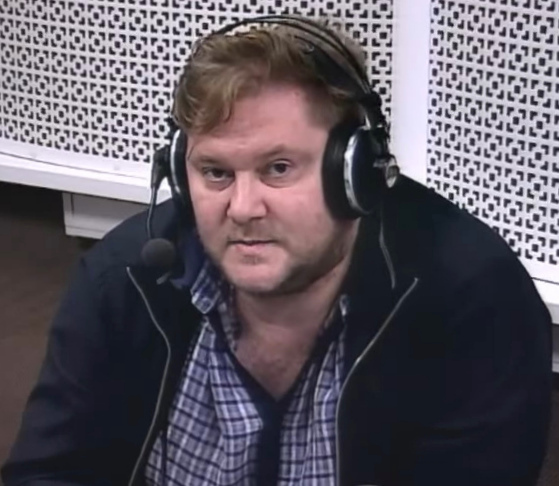
Denis Pankratow (März 2015)

Denis Wladimirowitsch Pankratow (russisch Денис Владимирович Панкратов; * 4. Juli 1974 in Wolgograd) ist ein ehemaliger russischer Schwimmer.
Bei den Olympischen Sommerspielen 1996 wurde er sowohl über 100 m als auch über 200 m Schmetterling Olympiasieger. Dabei deklassierte er die Konkurrenz bereits mit seinem Start, indem er in der Tauchphase mit ausschließlich Beinarbeit schneller als die Konkurrenz in ganzer Lage war. Er tauchte dabei weit über die heute gültige Marke von 15 Meter hinaus.
In den Jahren 1995 und 1996 wurde er jeweils zum Schwimmer des Jahres gewählt. 2004 wurde er in die Ruhmeshalle des internationalen Schwimmsports aufgenommen.